# Portrait d'Alof de Wignacourt
Vous lisez un « article de qualité » labellisé en 2017.
Le Portrait d'Alof de Wignacourt est un tableau de Caravage peint vers 1607 et conservé au musée du Louvre à Paris.
Au moment où il peint ce tableau, le peintre lombard est en fuite : après avoir précipitamment quitté Rome où il a commis un meurtre, puis trouvé refuge à Naples, il décide peu après de s'embarquer pour l'île de Malte afin d'y rejoindre l'ordre des chevaliers de Saint-Jean de Jérusalem qui y tiennent place forte contre les troupes du sultanat ottoman. Le portrait représente Alof de Wignacourt, qui est alors grand maître de l'Ordre et qui témoigne d'une grande satisfaction devant la représentation que Caravage fait de lui, au point de l'élever rapidement au rang de « chevalier de grâce ». Ce portrait s'insère dans un courant traditionnel de représentation du pouvoir militaire, surtout influencé par l’œuvre de Titien ; Caravage y apporte toutefois sa touche personnelle à travers une facture d'inspiration autant lombarde que vénitienne. Il adapte sa composition en dépouillant son sujet de bon nombre d'attributs symboliques traditionnels et en y ajoutant un jeune page qui en modifie l'équilibre et établit un contact direct avec le spectateur.
Le tableau quitte rapidement l'île de Malte pour la France où il intègre les collections du roi Louis XIV dès 1670 ; il passe ensuite directement des collections royales vers celles du musée du Louvre où il est désormais exposé après avoir subi des restaurations délétères au XVIIIe siècle.

## Contexte

### Caravage à Malte

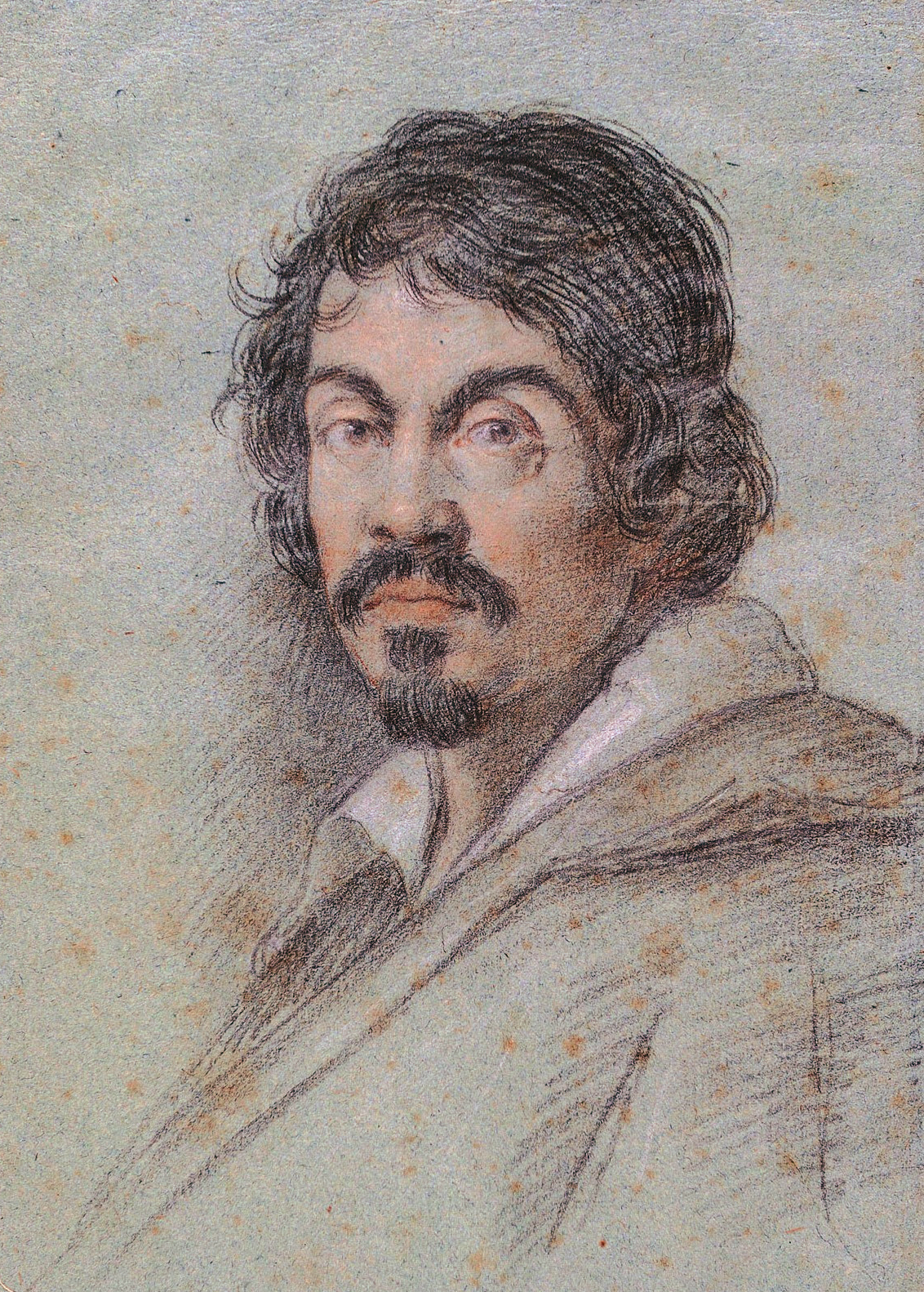
Caravage fuit Rome en 1606 pour trouver refuge à Naples, puis repart très vite pour l'île de Malte.
Portrait par Ottavio Leoni (v.1621). Bibliothèque Marucelliana, Florence.

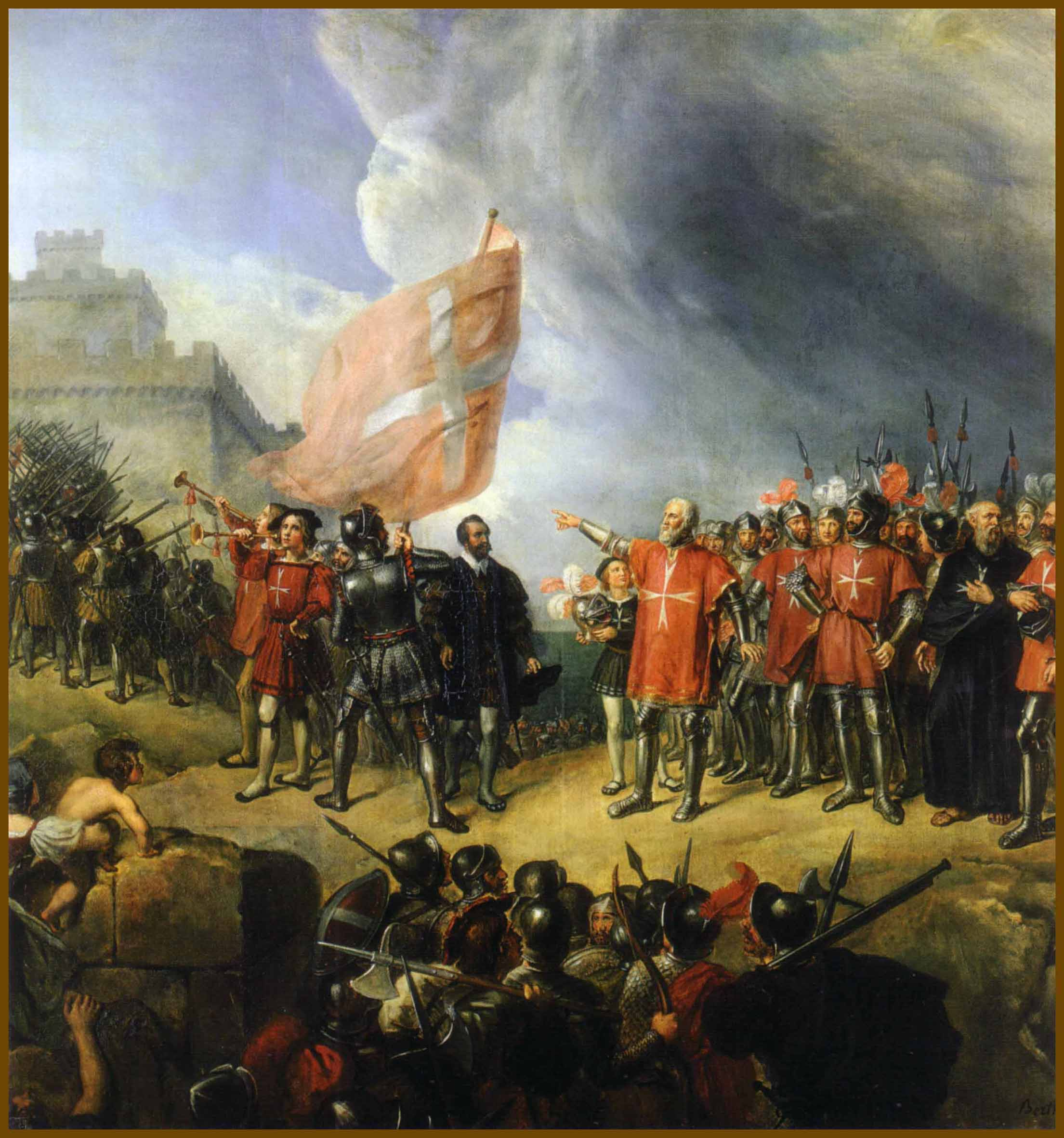
Philippe de Villiers de l'Isle-Adam prend possession de l'île de Malte, le 26 octobre 1530 par Berthon (1839). Salles des Croisades, palais de Versailles.

L'ordre de Saint-Jean de Jérusalem est installé sur l'île de Malte depuis 1530 à la suite de la décision de l'empereur Charles Quint de lui confier la garde de cette île stratégique, après son éviction de Rhodes en 1522 par les Ottomans. Les chevaliers de l'Ordre fortifient l'île et reprennent leur guerre de harcèlement en Méditerranée contre les forces ottomanes, tant et si bien que le sultan Soliman le Magnifique décide d'en venir à bout en attaquant Malte en 1565. Mais la résistance des chevaliers est telle que le siège doit être levé après quelques mois : c'est une victoire prestigieuse pour l'Ordre et plus généralement pour les forces chrétiennes, qui enregistrent une autre grande victoire six ans plus tard à la bataille de Lépante. L'enthousiasme est alors à son comble dans l’aristocratie chrétienne d'Europe : par centaines, de jeunes nobles partent pour Malte afin d'y être faits chevaliers et d'y trouver la gloire.
Est-ce cette quête de gloire qui, quarante ans plus tard, pousse Caravage à quitter le continent pour cette île si distante et désolée ? Ses biographes n'ont pas de certitude à ce sujet. Il est établi qu'en 1606, il quitte précipitamment Rome après avoir tué un homme en duel et se réfugie à Naples ; et c'est donc moins d'un an après qu'il repart pour Malte, alors même que ses œuvres font déjà sensation à Naples — dont il est devenu le peintre phare — et que les négociations pour obtenir sa grâce sont déjà bien entamées. Il est possible qu'il se sente vulnérable à Naples, à la merci d'un chasseur de primes qui pourrait le remettre aux autorités papales ; il peut aussi être intéressé par les projets d'embellissement de la cathédrale Saint-Jean conçus par le grand maître Alof de Wignacourt ; il est également possible qu'il soit attiré par la perspective et l'honneur de devenir chevalier, lui qui est issu d'une famille de très simple extraction — et qui plus est, chevalier d'un ordre au prestige alors considérable. Cette attirance est d'autant plus vraisemblable que bon nombre de peintres contemporains et concurrents de Caravage obtiennent assez aisément le titre de « chevalier du Christ » sous le pontificat de Clément VIII, à condition d'avoir exécuté pour le pape d'importantes commandes.
Il embarque donc à l'été 1607, mais non sans appui car l'accès à l'île ne se fait pas sans autorisation du grand maître : il bénéficie peut-être du soutien de deux cousins de la famille Giustiniani (qui, à Rome, collectionnait avec acharnement les œuvres du jeune peintre). Peut-être aussi jouit-il de l'appui du banquier Ottavio Costa qui lui a déjà acheté son second Souper à Emmaüs et dont la femme a pour oncle Ippolito Malaspina, figure centrale de l'ordre de Saint-Jean et très proche du grand maître. Enfin, il est permis d'imaginer que Costanza Colonna, la femme du marquis de Caravaggio, agit encore une fois en sa faveur pour le faire accepter parmi les chevaliers de Malte afin de laver sa réputation et de pouvoir envisager un avenir plus riant, comme cela a pu se passer peu de temps auparavant pour son propre fils Fabrizio Sforza Colonna. Le 12 juillet 1607, Caravage débarque donc au port de La Valette.

### Alof de Wignacourt

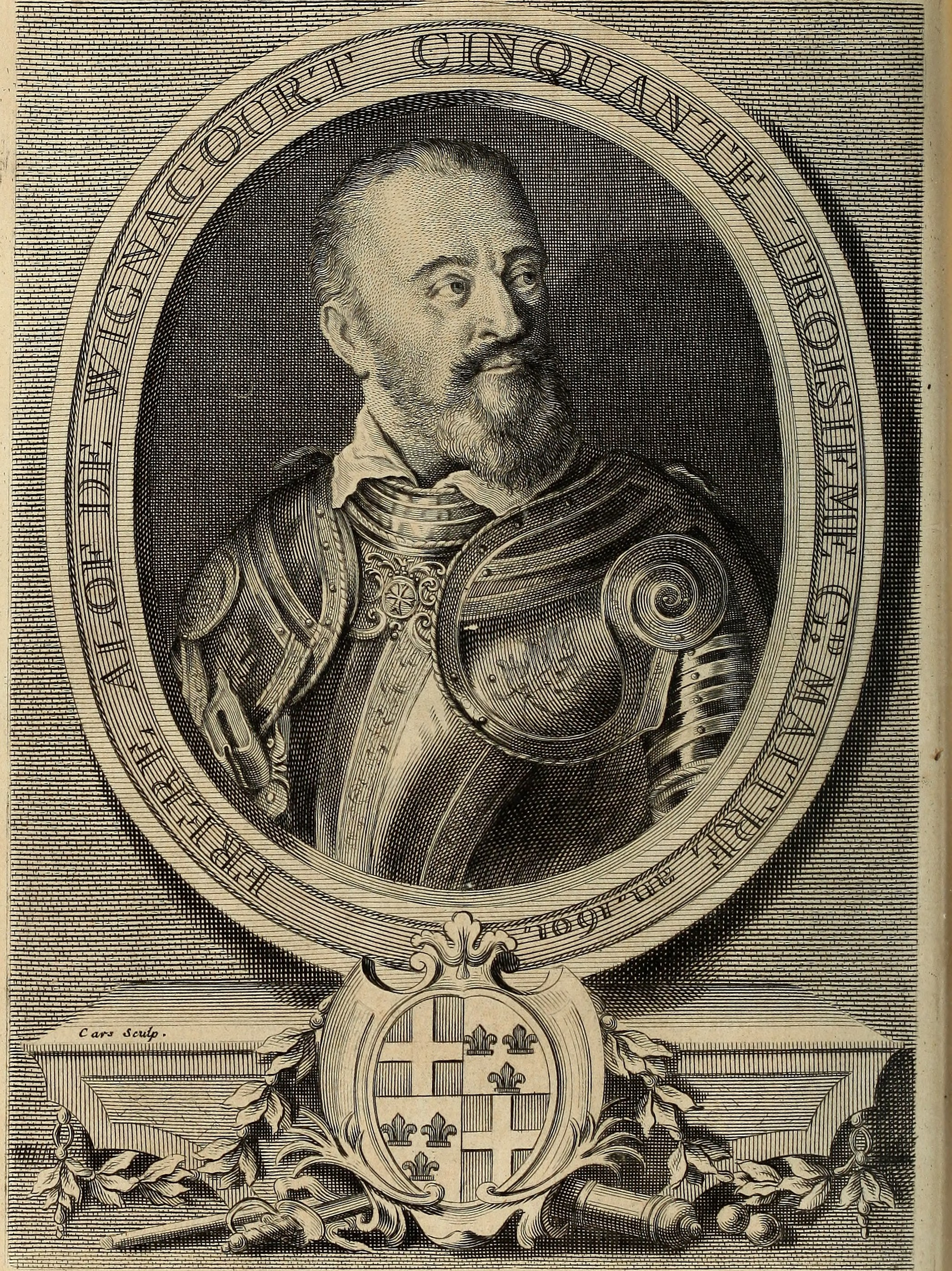
Interprétation du visage d'Alof de Wignacourt d'après Caravage, par le graveur français Jean-François Cars (v. 1725).

En tant que grand maître de l'ordre de Saint-Jean de Jérusalem, Alof de Wignacourt règne en souverain absolu sur l'île de Malte : il ne répond de ses décisions qu'au pape. Il est soumis aux vœux de pauvreté et de célibat, au même titre que tous les chevaliers de Malte, ce qui ne l'empêche pas de mener grand train au palais du grand maître et de s'entourer de toute une cour de jeunes pages, la fine fleur de l'aristocratie européenne. Son règne est l'un des plus longs de toute l'histoire de l'Ordre : il dure plus de vingt ans, de 1601 à 1622.
Pour pouvoir devenir chevalier sans être de noble extraction, ce qui est le cas de Caravage, il est nécessaire d'obtenir l'accord du grand maître. Mais en 1607, la procédure est encore compliquée par la récente décision de Wignacourt d'interrompre la remise du titre de chevalier aux roturiers ; il doit donc solliciter du pape une dérogation exceptionnelle afin de pouvoir conférer ce titre — et a fortiori lorsqu'il s'agit de traiter le cas d'un condamné à mort par contumace. Il entame des discussions en décembre 1607 par le biais de son ambassadeur à Rome ; puis il formalise sa demande en février 1608, demande à laquelle le pape Paul V répond favorablement dans la semaine qui suit, bien que la demande de Wignacourt ne révèle pas le nom de l'intéressé mais signale tout de même qu'il s'est rendu coupable d'un homicide lors d'une rixe,.
C'est donc un considérable intérêt que porte le grand maître à ce jeune peintre, pour lequel il est prêt à demander des autorisations spéciales afin de « ne pas le perdre », pour reprendre les termes de sa requête au Pape. Son intérêt porte évidemment sur les talents de peintre de Caravage, qui s'emploie à développer son art auprès de divers dignitaires comme Malaspina, Martelli et jusqu'à atteindre le grand maître en personne vers novembre ou décembre 1607 : celui-ci se montre si ravi de son portrait qu'il décerne aussitôt à son auteur la croix de l'ordre de Saint-Jean. Wignacourt est sans doute conscient de l'occasion unique qui lui est offerte, car Malte est alors une sorte de désert artistique où il est extrêmement difficile d'attirer des peintres de renom ; si le fameux Caravage choisit de venir sur l'île de son plein gré, il est certainement stratégique de tout faire pour l'y accueillir et l'y maintenir. Le peintre obtient ainsi ce qu'il recherchait : il est fait « chevalier de grâce, dispensé de preuves et de vœux ».

## Description
Le portrait dépeint deux personnages côte à côte : le grand maître Alof de Wignacourt, accompagné d'un petit page. Wignacourt occupe l'essentiel de l'espace du tableau. Il ne porte pas l'habit monastique, contrairement à Antonio Martelli dans son portrait que Caravage réalise à la même période : debout, fermement campé sur ses jambes, il tient à deux mains le bâton qui symbolise son rôle de commandant militaire et son regard porte vers la gauche et le lointain, comme il sied à un condottiere. Rayonnant d'autorité, il pose en armure d'apparat damasquinée noire et or, d'où ressort un simple col blanc. Il porte l'épée au côté, dont seul le pommeau est visible. En dépit de sa pose martiale, il arbore une expression d'une grande vitalité et éminemment sereine : Berenson évoque à son sujet « une attitude et une expression de virilité bienveillante ». L'armure qu'il porte est d'un type milanais déjà ancien, qui remonte au milieu du XVIe siècle : cet anachronisme délibéré renvoie au passé glorieux de l'Ordre, et tout particulièrement à l'épisode du Grand Siège en 1565. L'armure ainsi représentée, qui n'appartient donc pas réellement à Wignacourt, pourrait être la même que celle de Jean de Valette. Selon Bellori, le portrait est d'abord exposé à l'Arsenal où se trouve un portrait de Valette portant le même type d'armure : c'est là une bonne occasion de souligner le lien qui unit Wignacourt à son glorieux prédécesseur. Un autre tableau de l'Arsenal reprend d'ailleurs la même armure dite « de gendarme », mais cette fois arborée par le commandeur Jean-Jacques de Verdelain,.
Le page à ses côtés, tout juste un adolescent de onze ou douze ans, porte son heaume empanaché ainsi que son manteau frappé de l'emblème de l'ordre ; il porte sur son pourpoint noir une croix de Malte argentée et fixe le spectateur — ou bien le peintre. L'identité du page n'est pas connue, mais selon l'hypothèse de Maurizio Marini il pourrait s'agir d'Alessandro Costa, le fils du banquier Ottavio Costa qui est un grand amateur des tableaux de Caravage : le jeune garçon est en effet arrivé sur l'île dans la même flottille que celle du peintre, pour rejoindre la cour de pages de Wignacourt. Contrairement à l'armure de Wignacourt, qui est quelque peu datée, l'adolescent est habillé à la mode de son temps, soit la période 1600-1610.
L'arrière-plan du tableau, seulement esquissé, est sombre mais de façon non uniforme ; l'alternance entre les zones très sombres et les emplacements plus lumineux, aux teintes de bronze, peut faire penser à une scène saisie au coucher du soleil. La présence physique du grand maître est soulignée par l'ombre portée sur le mur du fond.

## Parcours du tableau

### De Malte à Paris

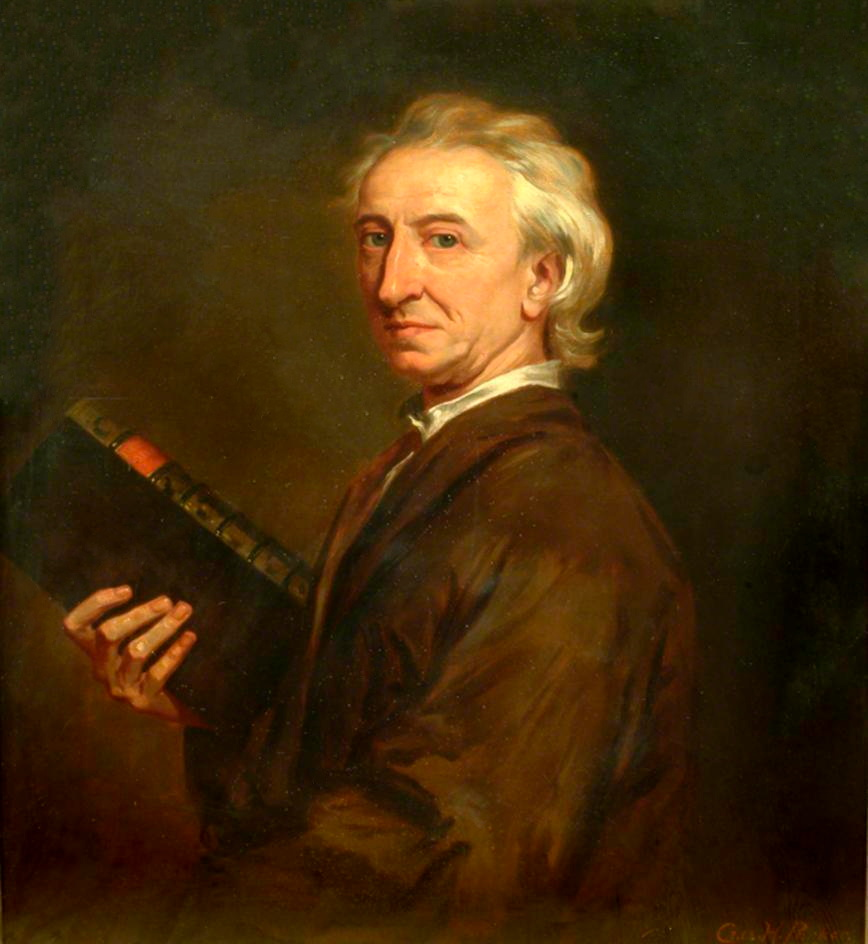
John Evelyn, mémorialiste anglais, fournit en 1644 le premier témoignage connu de la présence du portrait à Paris. Tableau de Godfrey Kneller, 1689.

En 1642, Baglione est le tout premier à mentionner l'existence à Malte d'un tableau de Caravage représentant le grand maître. Puis Bellori fait état de deux portraits, l'un assis et l'autre debout, en armure : il précise que ce dernier se situe dans l'Arsenal de Malte. Cette affirmation date de 1672, et pourtant le portrait a déjà quitté l'île de Malte pour la France dès le milieu du XVIIe siècle : Wignacourt a pu choisir de le vendre pour s'en débarrasser très vite au vu de la disgrâce où est tombé Caravage ; ou bien décide-t-il de l'emporter avec lui lorsqu'il se rend en France dans les années 1620. Quoi qu'il en soit, le mémorialiste anglais John Evelyn atteste sa présence à Paris en mars 1644. Le tableau fait à ce moment partie de la collection de Roger du Plessis-Liancourt, duc de La Roche-Guyon : Evelyn note sa présence parmi une quantité d’œuvres d'art italiennes, dans l'hôtel du duc alors situé rue de Seine mais désormais disparu,.
Le portrait est racheté pour les collections du roi Louis XIV en 1670, pour la somme de 14 300 livres ; à cette occasion il est ainsi décrit : « un portrait d'un grand-maistre de Malte faict par Michel Lange ». La somme est versée aux sieurs Vinot et Hoursel : Hoursel, un amateur d'art très éclairé, est alors le premier secrétaire du duc de la Vrillière ; on ignore cependant comment le tableau est parvenu jusqu'à lui. La présence du portrait est attestée au Louvre lorsqu'il devient musée en 1793 : il a déjà subi d'importants dommages lors d'une restauration malheureuse.
De nos jours, le tableau est toujours visible au musée du Louvre, parmi les peintures italiennes de la Grande Galerie de l'aile Denon, en compagnie de deux autres œuvres du même peintre : La Mort de la Vierge et La Diseuse de bonne aventure.

### Une restauration problématique
Le Portrait d'Alof de Wignacourt est rentoilé en 1751, puis il subit une restauration par un certain Godefroid entre 1783 et 1786. Les dommages occasionnés par le rentoilage sont surtout visibles sur le fond ainsi que du côté du page : sur ses mains, ses jambes et ses pieds. L'historien de l'art Alfred Moir qualifie ces dégâts d'« irréparables » et son collègue Gérard-Julien Salvy parle d'une intervention « désastreuse ». En 1793, le restaurateur Picault, cité par André Berne-Joffroy, estime pour sa part que le tableau est « perdu sans ressources » et incrimine notamment l'usage de fers chauds lors du rentoilage : « cette opération, explique-t-il, aplatit la touche du maître, lisse les tableaux et anéantit tout à la fois et leur beauté et leur valeur, etc. ». Ces importants dommages poussent en 1953 l'historien de l'art Roger Hinks à penser que le visage de Wignacourt a pu être repeint d'une autre main que celle de Caravage ; mais cette hypothèse n'est pas reprise par la suite, tant la manière de Caravage y apparaît de façon typique. L'attribution à Caravage fait désormais l'objet d'un consensus complet parmi les spécialistes du peintre, qui y retrouvent ses marques de fabrique habituelles : ténébrisme, palette composée de brun et de rouge, mise en valeur de l'homme plus que de sa fonction, et sources d'inspiration venues d'Italie du Nord.

### Références antérieures

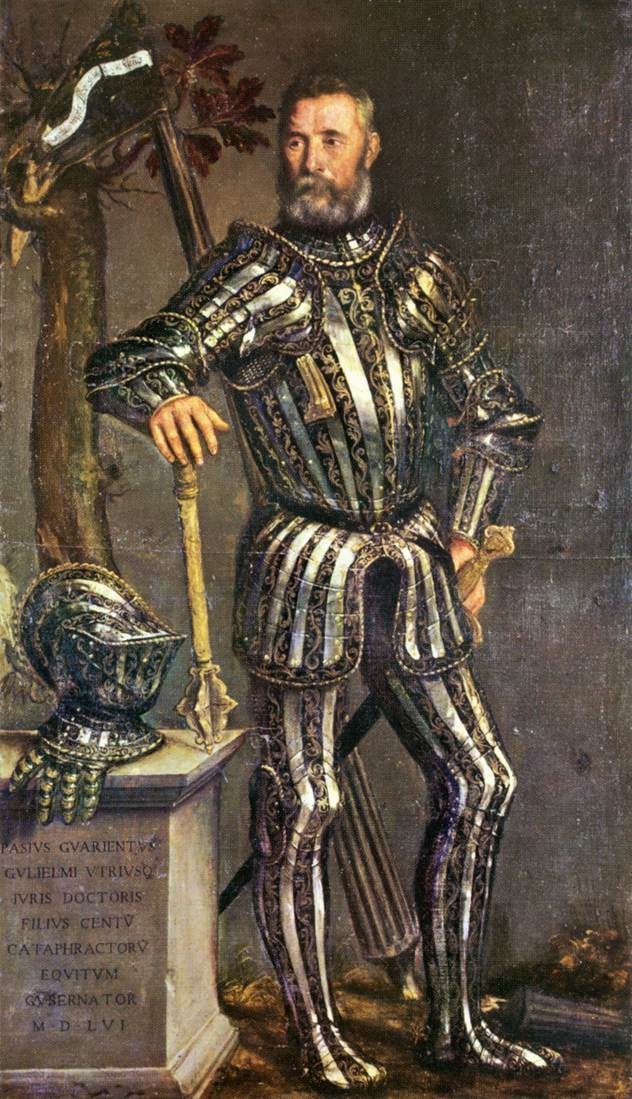
La composition du portrait de Wignacourt renvoie à une tradition vénéto-lombarde.
Portrait de Pase Guarienti attribué à Brusasorci (1556). Musée de Castelvecchio, Vérone.

Les portraits en armure de Titien constituent une référence pour ce genre d’œuvre.
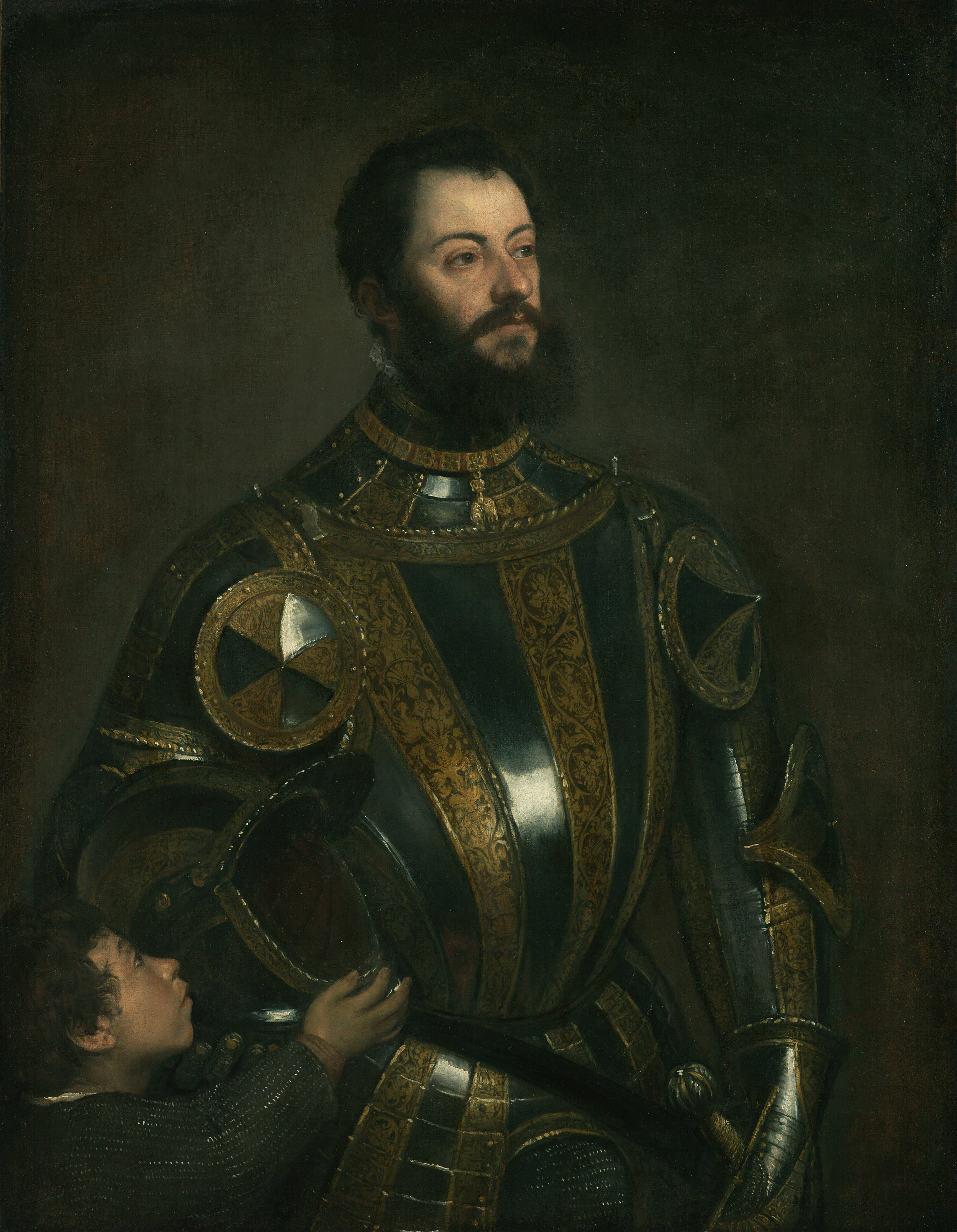
Portrait d'Alphonse d'Avalos, marquis del Vasto par Titien (1533). Getty Museum, Los Angeles.
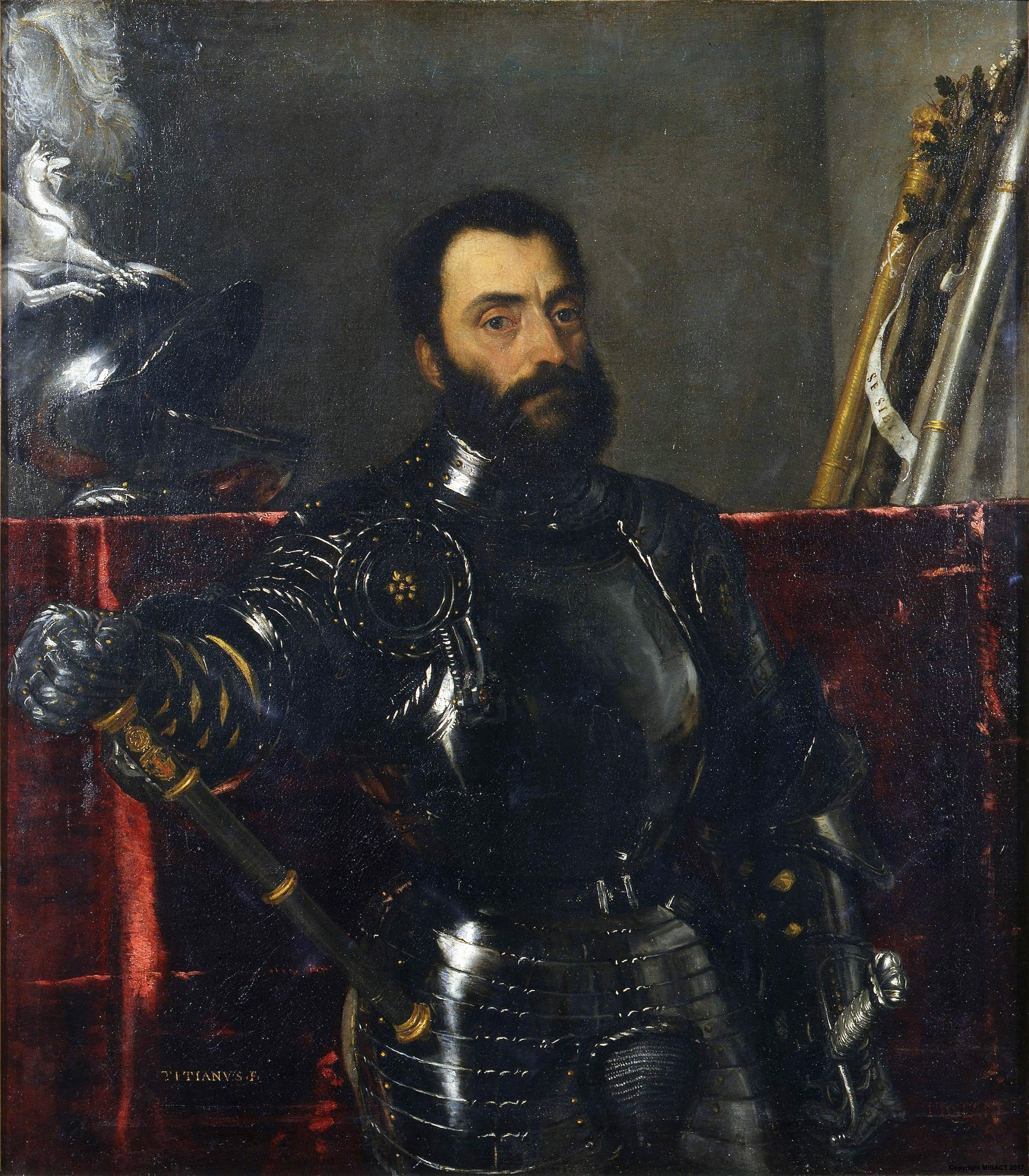
Portrait de François-Marie della Rovere, duc d'Urbin par Titien (1536). Galerie des Offices, Florence.
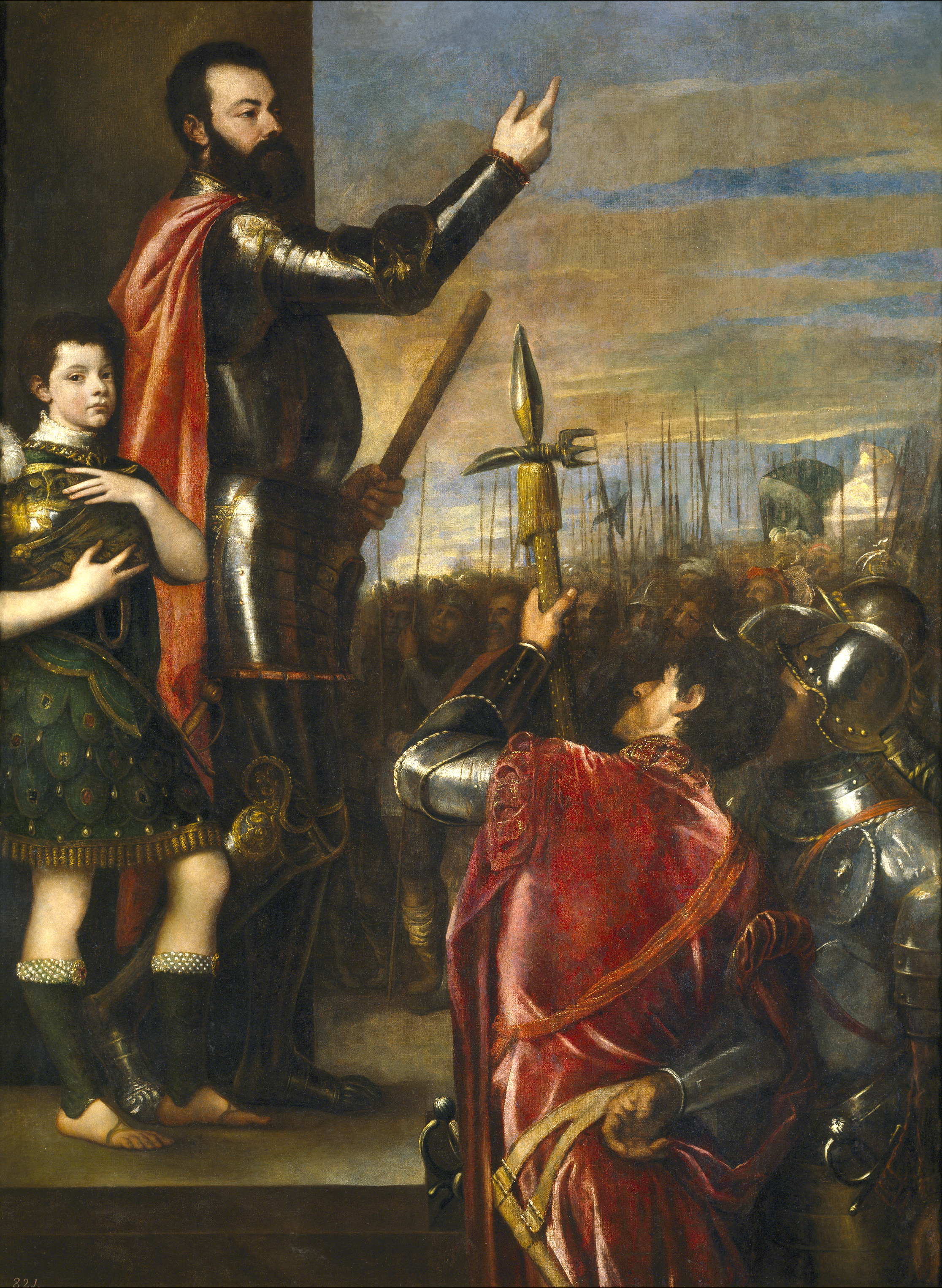
Allocution d'Alphonse d'Avalos par Titien (1540-1541). Musée du Prado, Madrid.
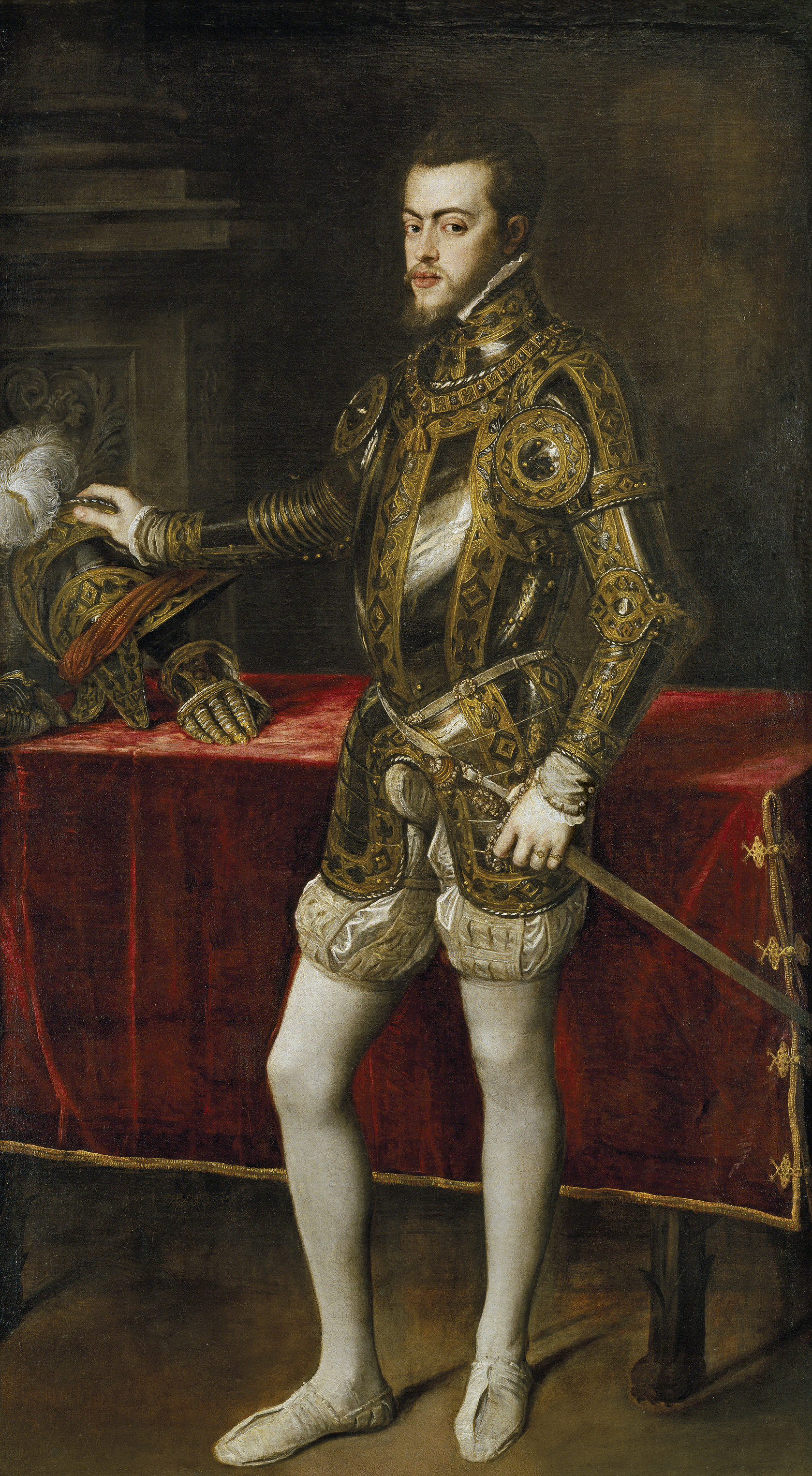
Portrait de Philippe II en armure par Titien (1551). Musée du Prado, Madrid.

### Choix artistiques

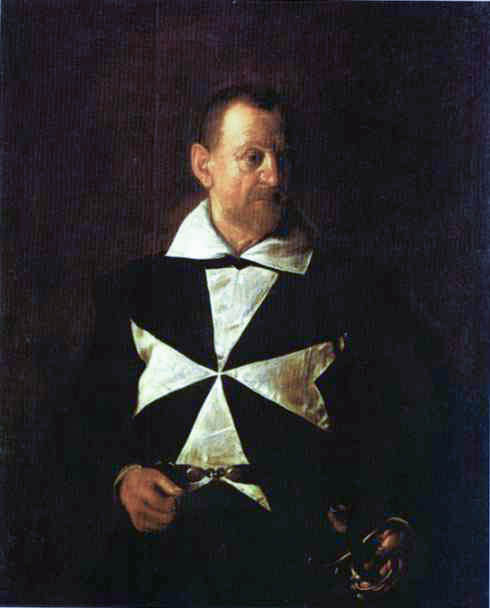
Les choix opérés par Caravage dans le Portrait d'Alof de Wignacourt sont radicalement différents de ceux visibles dans le Portrait d'Antonio Martelli, qui lui est pourtant contemporain.

## Influence

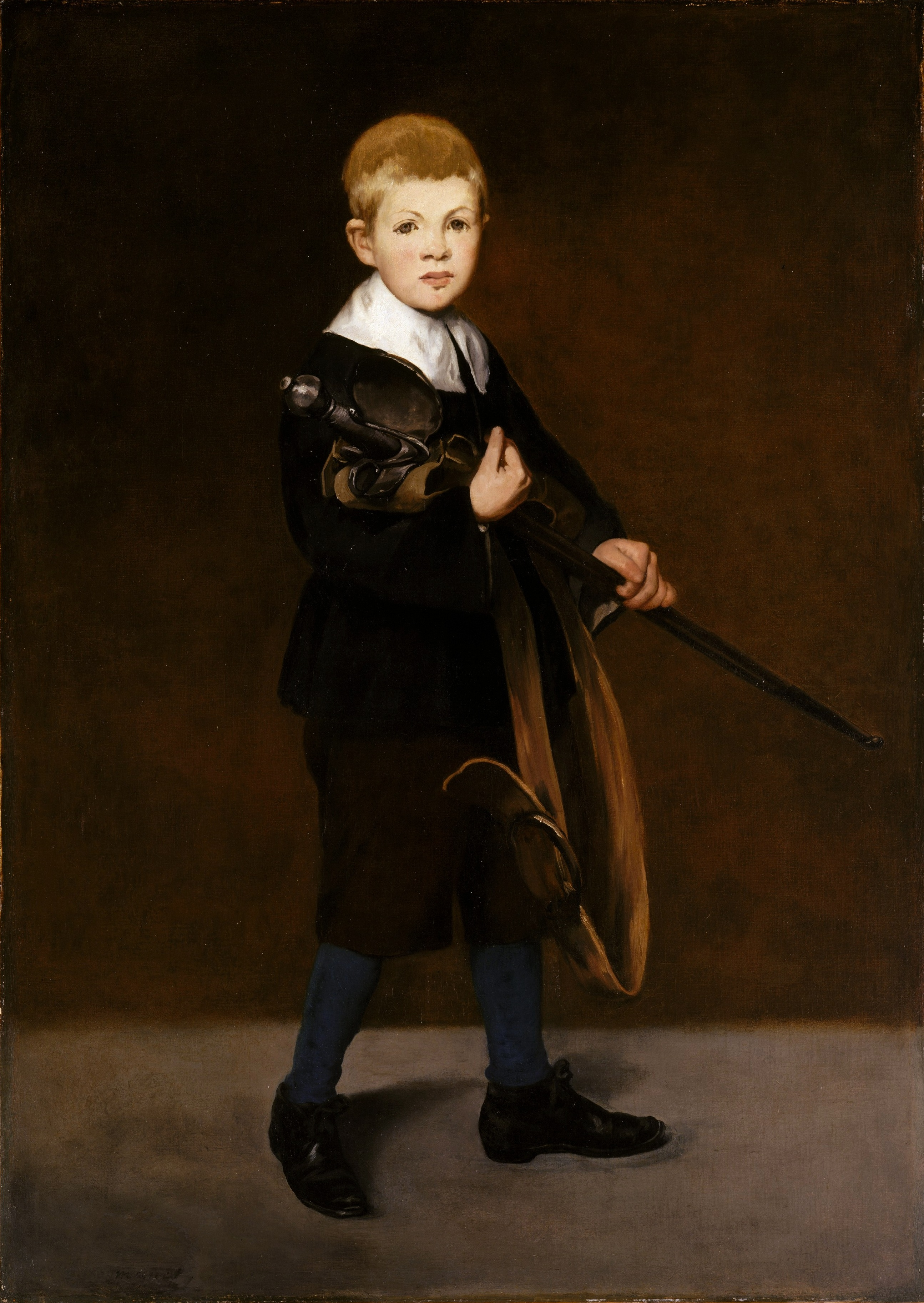
L'Enfant à l'épée de Manet (1861) pourrait avoir été inspiré par le page de Caravage. Metropolitan Museum of Art, New York.

## Analyse